# Alessandro Maria Gottardi
Alessandro Maria Gottardi (Venezia, 30 aprile 1912 – Trento, 24 marzo 2001) è stato un arcivescovo cattolico italiano.

## Biografia
Fu ordinato presbitero per il patriarcato di Venezia il 1º luglio 1934. 
Il 12 febbraio 1963 papa Giovanni XXIII lo nominò arcivescovo di Trento.
Il 24 marzo 1963 venne consacrato arcivescovo dal cardinale patriarca di Venezia Giovanni Urbani, co-consacranti monsignor Umberto Ravetta, vescovo di Senigallia, e monsignor Giuseppe Olivotti, vescovo ausiliare di Venezia.
Avendo partecipato al Concilio Vaticano II nella seconda, terza e quarta sessione, ebbe il compito di applicare nell'arcidiocesi le costituzioni conciliari.
Il 6 agosto 1964, durante il suo episcopato, l'arcidiocesi cedette i territori situati in Alto Adige (Bassa Atesina, la stessa città di Bolzano) alla diocesi di Bolzano-Bressanone e nel contempo divenne sede metropolitana in forza della bolla Tridentinae Ecclesiae di papa Paolo VI.
Nel 1965, su ispirazione dello studioso Iginio Rogger, abolì il culto del Simonino. Nel 1963 ne aveva infatti affidato al domenicano tedesco Willehad Paul Eckert la perizia per il riesame.
Il 26 maggio 1976 annunciò solennemente la guarigione, ritenuta miracolosa dalla Chiesa cattolica, di Vittorio Micheli,  verificatasi a Lourdes il 1º giugno 1963.
Si ritirò dal governo pastorale per raggiunti limiti di età il 7 dicembre 1987; gli successe monsignor Giovanni Maria Sartori, fino ad allora vescovo di Adria-Rovigo.
Morì a Trento il 24 marzo 2001.

## Genealogia episcopale
La genealogia episcopale è:
- Cardinale Scipione Rebiba
- Cardinale Giulio Antonio Santori
- Cardinale Girolamo Bernerio, O.P.
- Arcivescovo Galeazzo Sanvitale
- Cardinale Ludovico Ludovisi
- Cardinale Luigi Caetani
- Cardinale Ulderico Carpegna
- Cardinale Paluzzo Paluzzi Altieri degli Albertoni
- Papa Benedetto XIII
- Papa Benedetto XIV
- Cardinale Enrico Enriquez
- Arcivescovo Manuel Quintano Bonifaz
- Cardinale Buenaventura Córdoba Espinosa de la Cerda
- Cardinale Giuseppe Maria Doria Pamphilj
- Papa Pio VIII
- Papa Pio IX
- Cardinale Alessandro Franchi
- Cardinale Giovanni Simeoni
- Cardinale Antonio Agliardi
- Cardinale Basilio Pompilj
- Cardinale Adeodato Piazza, O.C.D.
- Cardinale Giovanni Urbani
- Arcivescovo Alessandro Maria Gottardi

## Opere
- Documenti circa l'Azione Cattolica, Trento, Curia Arcivescovile Tridentina, 1971.
- Alcide De Gasperi: profeta e testimone, introduzione di Maria Romana Catti De Gasperi, Rovereto, Edizioni Pancheri, 1984.
- Ripartire dalla famiglia, Edizioni Diocesane, 1988.